# Gaetano Iannuzzi
Gaetano Iannuzzi (ur. 5 marca 1972 w Portici) – włoski wioślarz.

## Osiągnięcia
- Mistrzostwa Świata Juniorów – Aiguebelette-le-Lac 1990 – czwórka ze sternikiem – 2. miejsce[1].
- Mistrzostwa Świata – Wiedeń 1991 – ósemka wagi lekkiej – 1. miejsce[1].
- Mistrzostwa Świata – Račice 1993 – ósemka wagi lekkiej – 3. miejsce[1].
- Mistrzostwa Świata – Indianapolis 1994 – ósemka wagi lekkiej – 3. miejsce[1].
- Mistrzostwa Świata – Tampere 1995 – ósemka wagi lekkiej – 3. miejsce[1].
- Mistrzostwa Świata – Aiguebelette-le-Lac 1997 – czwórka ze sternikiem – 2. miejsce[1].
- Mistrzostwa Świata – Kolonia 1998 – ósemka – 5. miejsce[1].
- Mistrzostwa Świata – St. Catharines 1999 – ósemka – 6. miejsce[1].
- Igrzyska Olimpijskie – Sydney 2000 – ósemka – 4. miejsce[1].
- Mistrzostwa Świata – Lucerna 2001 – ósemka – 11. miejsce[1].
- Mistrzostwa Świata – Sewilla 2002 – ósemka – 5. miejsce[1].
- Mistrzostwa Świata – Mediolan 2003 – ósemka – 7. miejsce[1].
- Igrzyska Olimpijskie – Ateny 2004 – ósemka – 7. miejsce[1].
- Mistrzostwa Świata – Gifu 2005 – ósemka – 2. miejsce[1].
- Mistrzostwa Świata – Eton 2006 – ósemka – 2. miejsce[1].
- Mistrzostwa Świata – Monachium 2007 – ósemka – 15. miejsce[1].
- Mistrzostwa Świata – Poznań 2009 – ósemka – 6. miejsce[1].
- Mistrzostwa Europy – Brześć 2009 – ósemka – 5. miejsce[1].